# Liga dos Campeões da UEFA de 2009–10 – Play-off de Qualificação

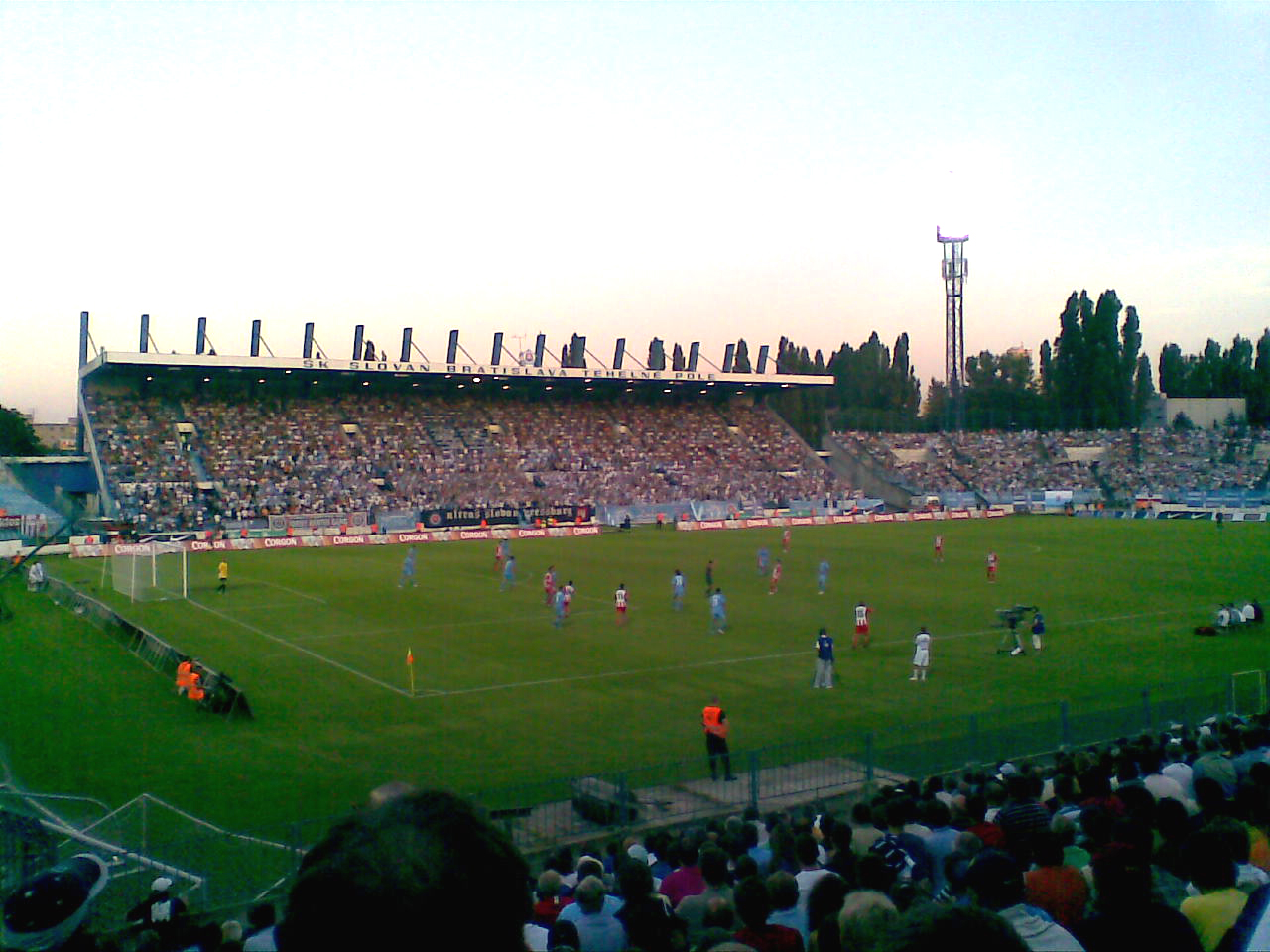
Play-Off 2009-10

Resultado das partidas da última fase de qualificação para a fase de grupos da Liga dos Campeões da UEFA de 2009-10.

## Primeira fase

### Primeiro jogo
| 18 de agosto de 2009 21:45 (UTC+3) | Sheriff Tiraspol | 0 – 2 | Olympiacos                        | Sheriff Stadium, Tiraspol - MOL Público: 12.500 Árbitro: Martin Atkinson ING |
|                                    |                  |       | Dudu Cearense 46' · Mitroglou 81' |                                                                              |

| 18 de agosto de 2009 20:45 (UTC+2) | Copenhague  | 1 – 0 | APOEL | Estádio Parken, Copenhague - DIN Público: 16.250 Árbitro: Alain Hamer LUX |
|                                    | Pospěch 54' |       |       |                                                                           |

| 18 de agosto de 2009 19:45 (UTC+1) | Celtic | 0 – 2 | Arsenal                        | Celtic Park, Glasgow - ESC Público: 58.165 Árbitro: Massimo Busacca SUÍ |
|                                    |        |       | Gallas 43' · Caldwell 71' (GC) |                                                                         |

| 18 de agosto de 2009 21:45 (UTC+3) | Timişoara | 0 – 2 | Stuttgart                  | Stadionul Dan Paltinisanu, Timisoara - ROM Público: 23.446 Árbitro: Olegário Benquerença POR |
|                                    |           |       | Gebhart 28' (P) · Hleb 30' |                                                                                              |

| 18 de agosto de 2009 19:45 (UTC+1) | Sporting                  | 2 – 2 | Fiorentina                | Estádio José Alvalade, Lisboa - POR Público: 27.602 Árbitro: Viktor Kassai HUN |
|                                    | Vukčević 58' · Veloso 66' |       | Vargas 6' · Gilardino 79' |                                                                                |

| 19 de agosto de 2009 20:45 (UTC+2) | Red Bull Salzburg | 1 – 2 | Maccabi Haifa              | Wals Siezenheim, Salzburgo - AUT Público: 21.260 Árbitro: Yuri Baskakov RÚS |
|                                    | Zickler 57'       |       | Ghadir 22' · Arbeitman 84' |                                                                             |

| 19 de agosto de 2009 21:45 (UTC+3) | Ventspils | 0 – 3 | Zürich                                     | Skonto stadions, Riga - LET Público: 7.300 Árbitro: Tom Henning Øvrebø NOR |
|                                    |           |       | Vonlanthen 12' · Aegerter 55' · Djuric 75' |                                                                            |

| 19 de agosto de 2009 21:45 (UTC+3) | Levski Sofia | 1 – 2 | Debreceni                    | Georgi Asparuhov Stadium, Sófia - BUL Público: 20.000 Árbitro: Laurent Duhamel FRA |
|                                    | Bardon 51'   |       | Bodnár 12' · Czvitkovics 76' |                                                                                    |

| 19 de agosto de 2009 20:45 (UTC+2) | Lyon                                                       | 5 – 1 | Anderlecht | Stade de Gerland, Lyon - FRA Público: 37.902 Árbitro: Wolfgang Stark ALE |
|                                    | Pjanić 10' · Lisandro 15' (P) · Bastos 39' · Gomis 42' 63' |       | Suárez 58' |                                                                          |

| 19 de agosto de 2009 21:45 (UTC+3) | Panathinaikos             | 2 – 3 | Atlético de Madrid                      | Estádio Olímpico de Atenas, Atenas - GRÉ Público: 50.540 Árbitro: Felix Brych ALE |
|                                    | Salpigidis 47' · Leto 74' |       | Rodríguez 36' · Forlán 63' · Agüero 70' |                                                                                   |

### Segundo jogo
| 25 de agosto de 2009 21:45 (UTC+3) | Maccabi Haifa                             | 3 – 0 | Red Bull Salzburg | Estádio Ramat Gan, Ramat Gan - ISR Público: 31.700 Árbitro: Bertrand Layec |
|                                    | Dvalishvili 31' · Golasa 57' · Ghadir 90' |       |                   |                                                                            |

| 25 de agosto de 2009 20:45 (UTC+2) | Zürich                     | 2 – 1 | Ventspils   | Letzigrund, Zurique - SUÍ Público: Árbitro: Terje Hauge |
|                                    | Vonlanthen 6' · Abdi 90+2' |       | Ţîgîrlaş 8' |                                                         |

| 25 de agosto de 2009 20:45 (UTC+2) | Debreceni              | 2 – 0 | Levski Sofia | Estádio Oláh Gábor Út, Debrecen - HUN Público: Árbitro: Claus Bo Larsen |
|                                    | Varga 13' · Rudolf 35' |       |              |                                                                         |

| 25 de agosto de 2009 20:45 (UTC+2) | Anderlecht        | 1 – 3 | Lyon                 | Constant Vanden Stock Stadium, Anderlecht - BÉL Público: Árbitro: Nicola Rizzoli |
|                                    | Suárez 51' (pen.) |       | Lisandro 26' 32' 41' |                                                                                  |

| 25 de agosto de 2009 20:45 (UTC+2) | Atlético de Madrid            | 2 – 0 | Panathinaikos | Estádio Vicente Calderón, Madri - ESP Público: Árbitro: Pieter Vink |
|                                    | Vyntra 4' (o.g.) · Agüero 83' |       |               |                                                                     |

| 26 de agosto de 2009 19:45 (UTC+1) | Arsenal                                       | 3 – 1     | Celtic       | Emirates Stadium, Londres - ING             |
|                                    | Eduardo 28' (g.p.) · Eboué 53' · Arshavin 74' | Relatório | Donati 90+2' | Árbitro: ESP Manuel Enrique Mejuto Gonzalez |

| 26 de agosto de 2009 20:45 (UTC+2) | Stuttgart | 0 – 0     | Timişoara | Mercedes-Benz Arena, Estugarda - ALE |
|                                    |           | Relatório |           | Árbitro: ITA Roberto Rosetti         |

| 26 de agosto de 2009 20:45 (UTC+2) | Fiorentina  | 1 – 1     | Sporting     | Estádio Artemio Franchi, Florença - ITÁ |
|                                    | Jovetić 54' | Relatório | Moutinho 35' | Árbitro: ENG Howard Melton Webb         |

| 26 de agosto de 2009 20:45 (UTC+2) | Olympiacos    | 1 – 0     | Sheriff Tiraspol | Estádio Karaiskakis, Piraeus - GRE    |
|                                    | Mitroglou 82' | Relatório |                  | Árbitro: ESP Alberto Undiano Mallenco |

| 26 de agosto de 2009 21:45 (UTC+3) | APOEL                                | 3 – 1     | Copenhague | Neo GSP Stadium, Nicósia - CHP |
|                                    | Kosowski 2' · Michael 18' (g.p.) 41' | Relatório |            | Árbitro: AUT Konrad Plautz     |